# قلعه بزنجرد
قلعهٔ بزنجرد یا دژ بیژن‌گرد نام دژی تاریخی مربوط به هزار سال پیش است و در روستای بزنجرد، استان خراسان رضوی واقع شده است.

## نگارخانه

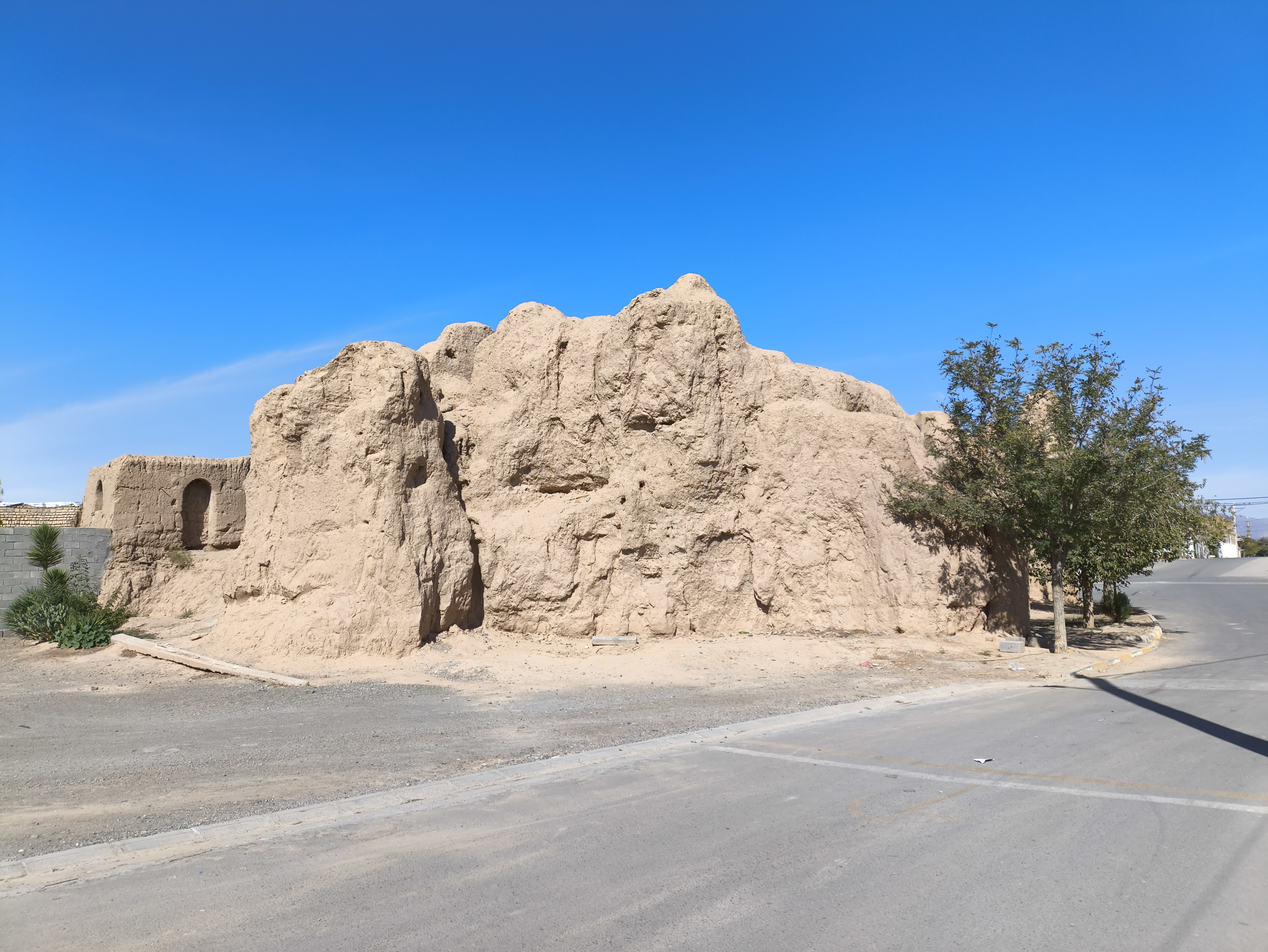
نمایی از قلعه بزنجرد
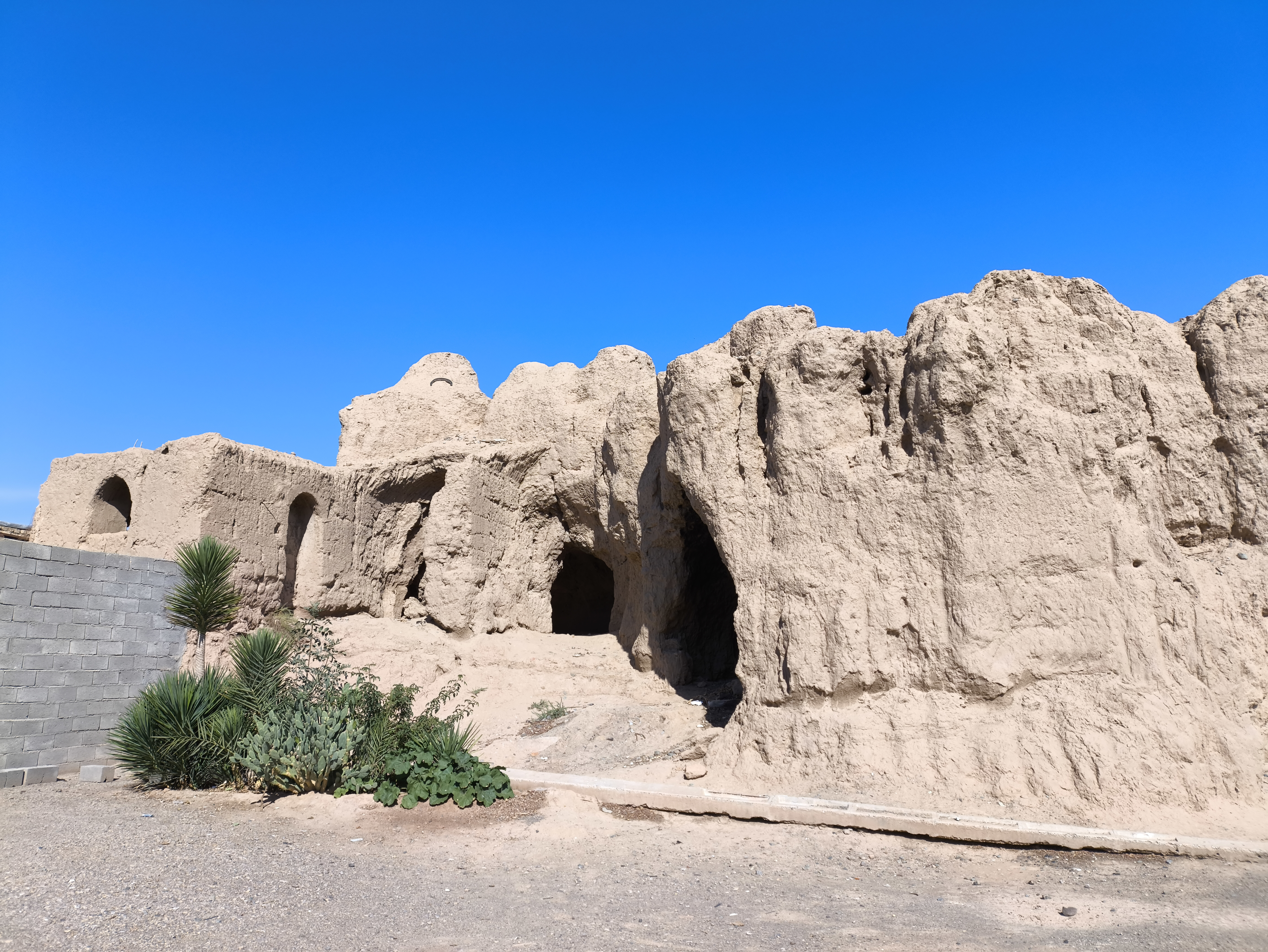
نمایی از قلعه بزنجرد
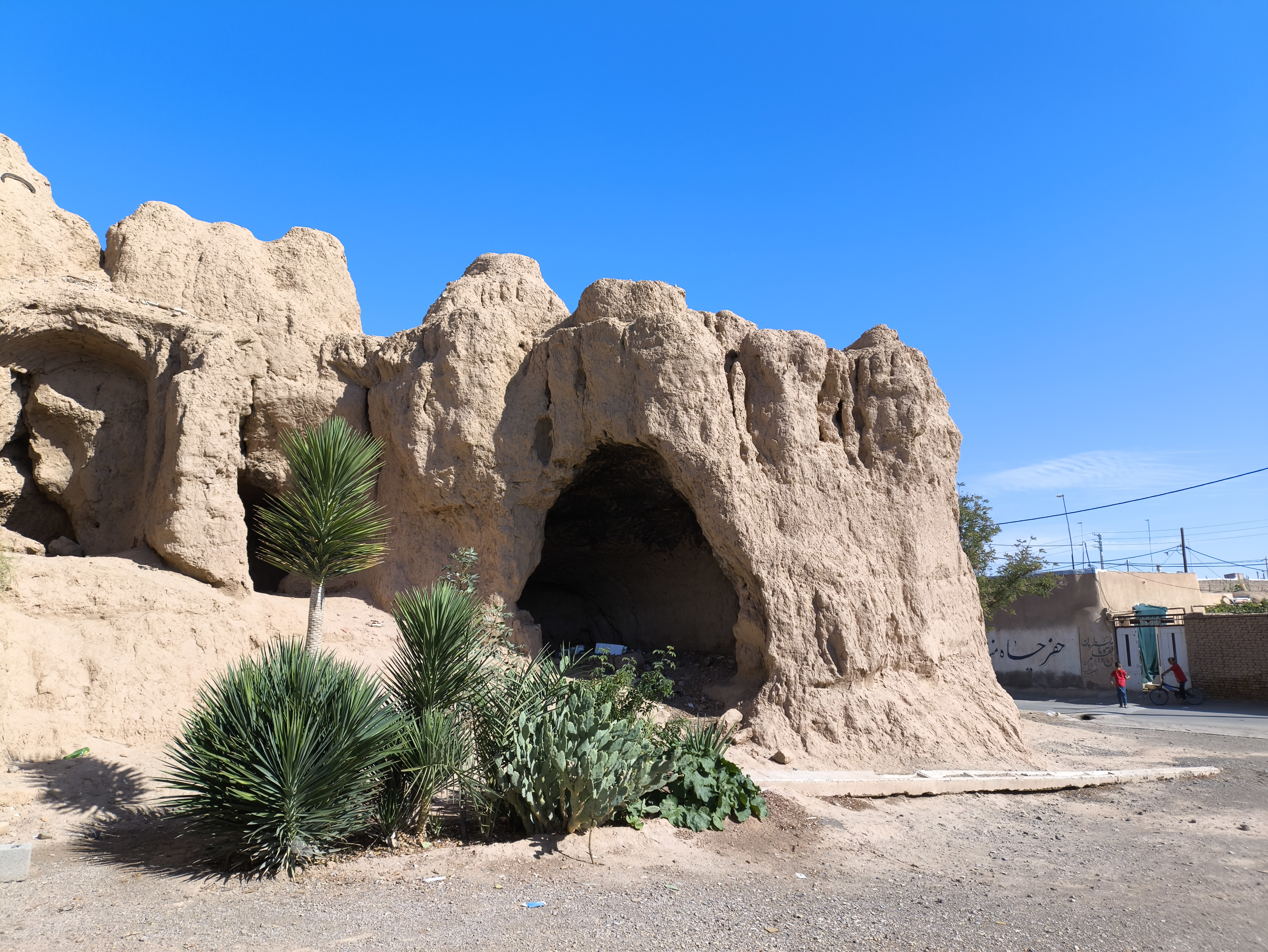
نمایی از قلعه بزنجرد
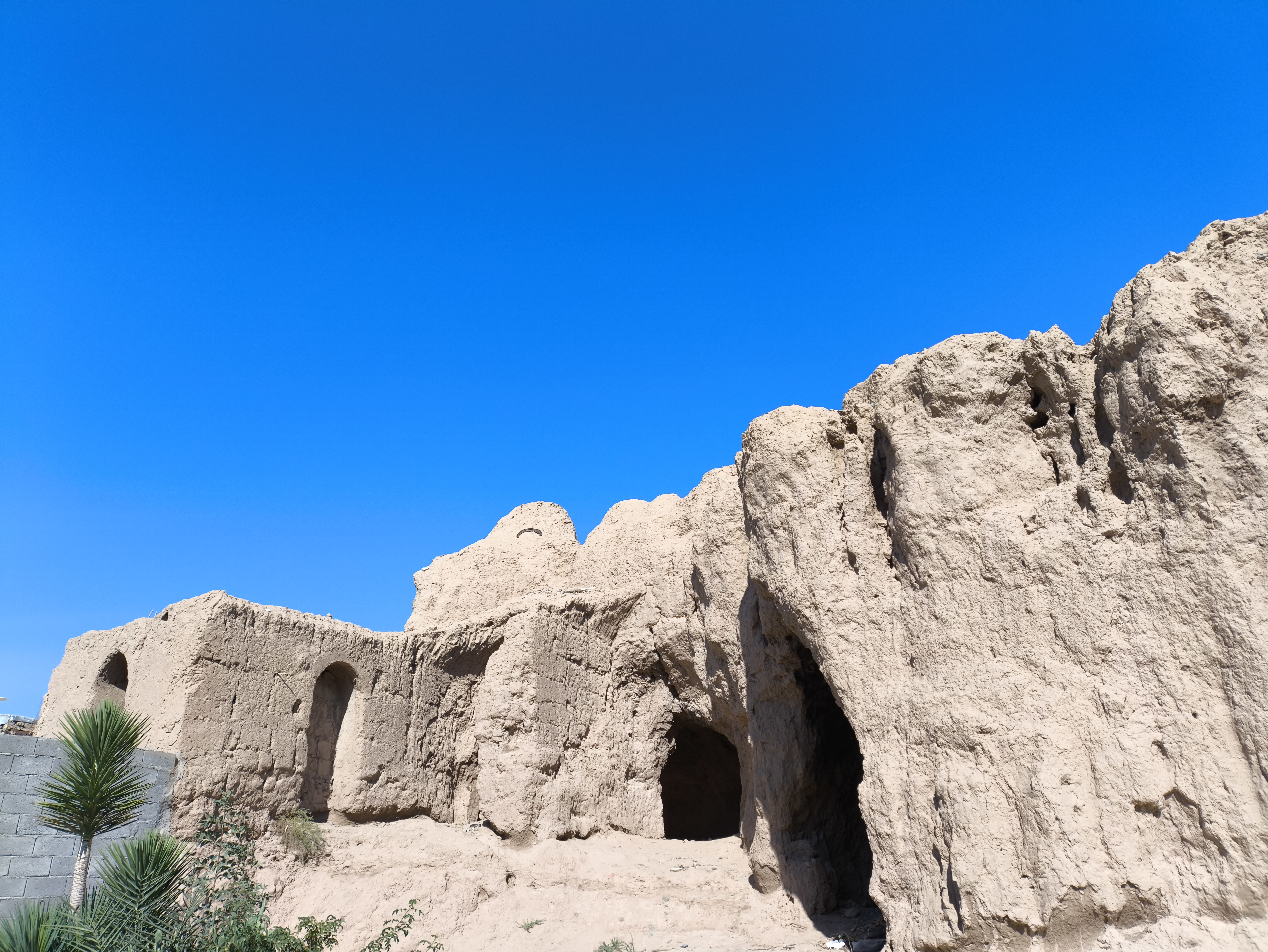
نمایی از قلعه بزنجرد
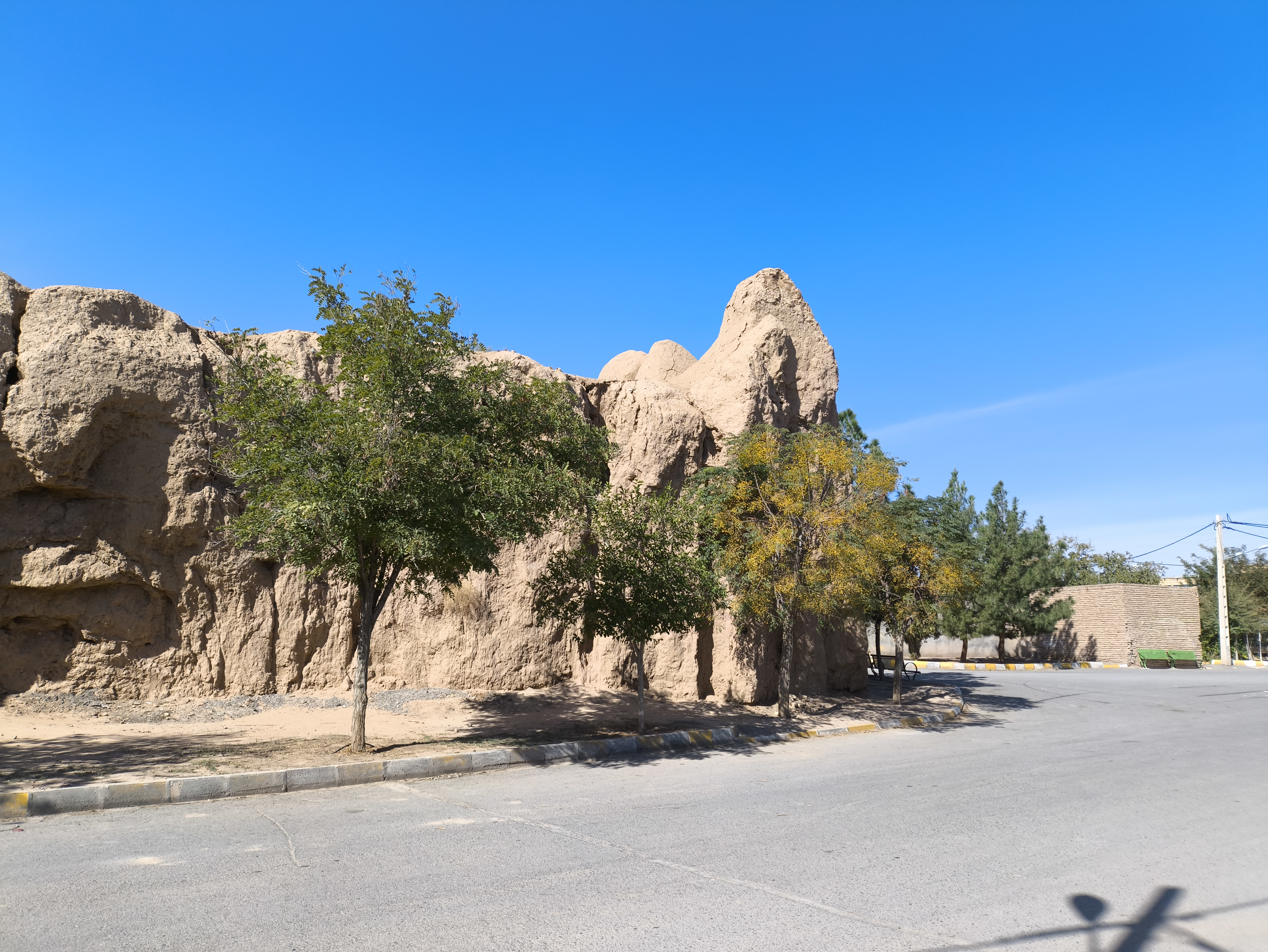
نمایی از قلعه بزنجرد
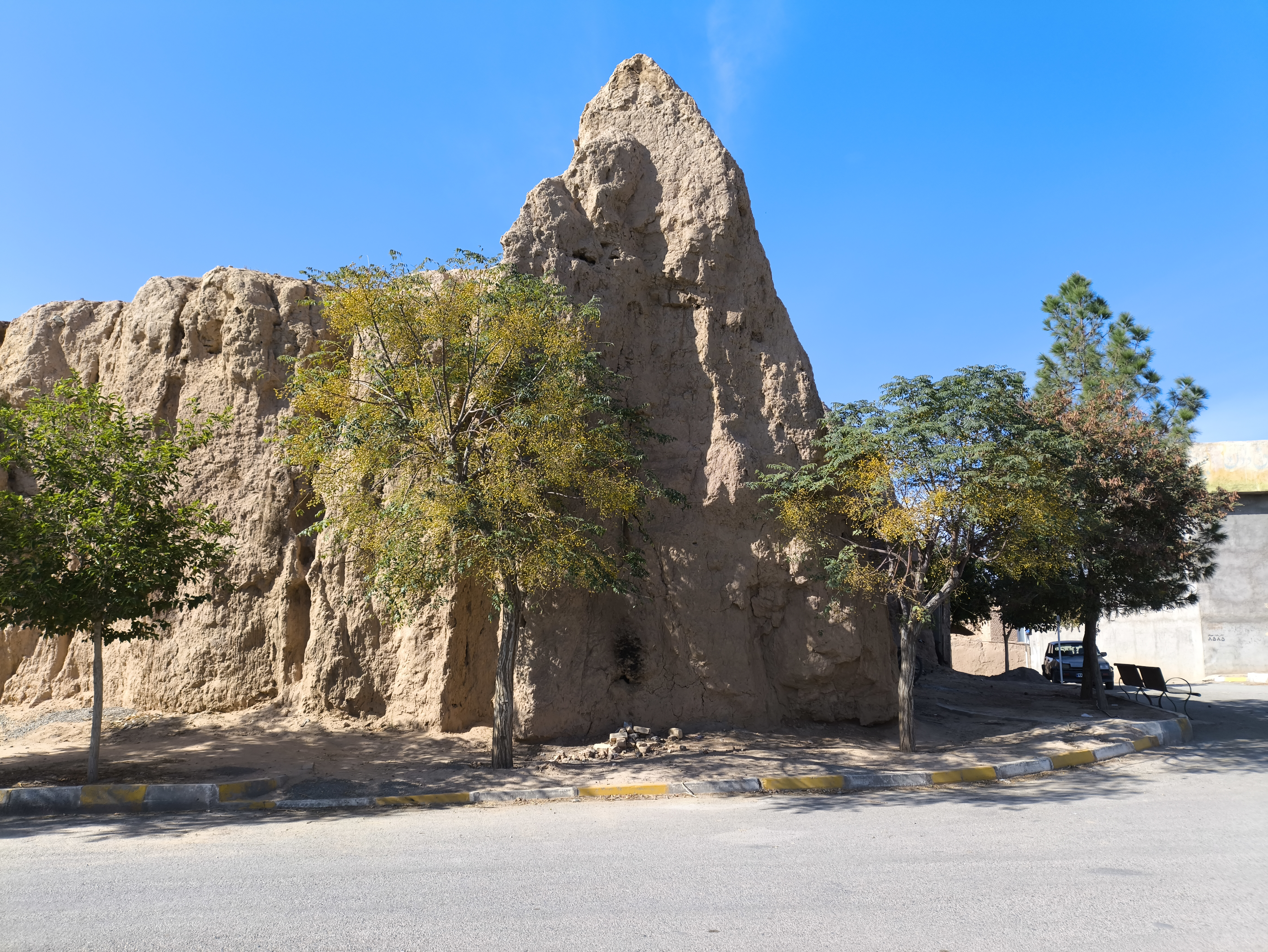
نمایی از قلعه بزنجرد
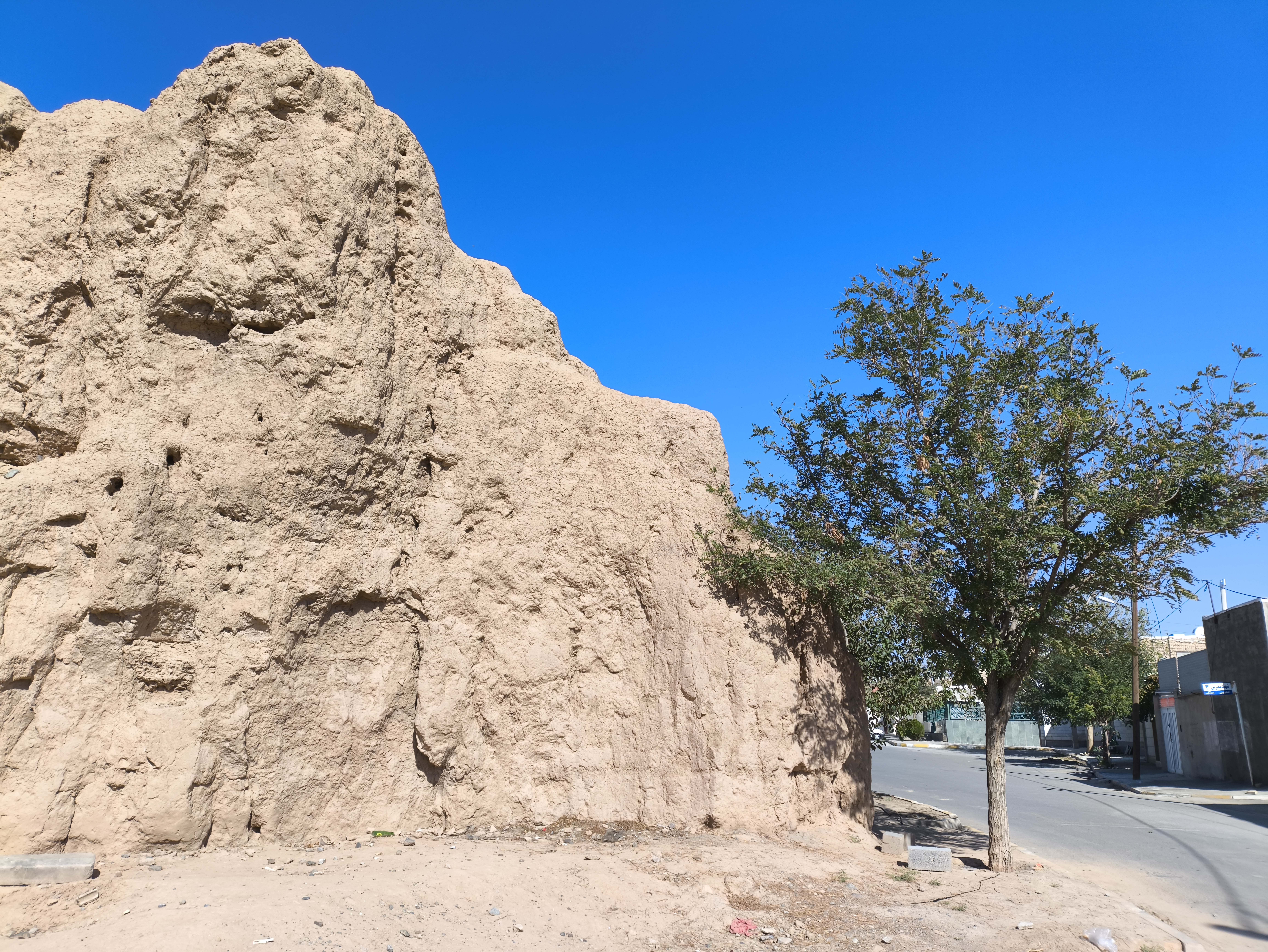
نمایی از قلعه بزنجرد
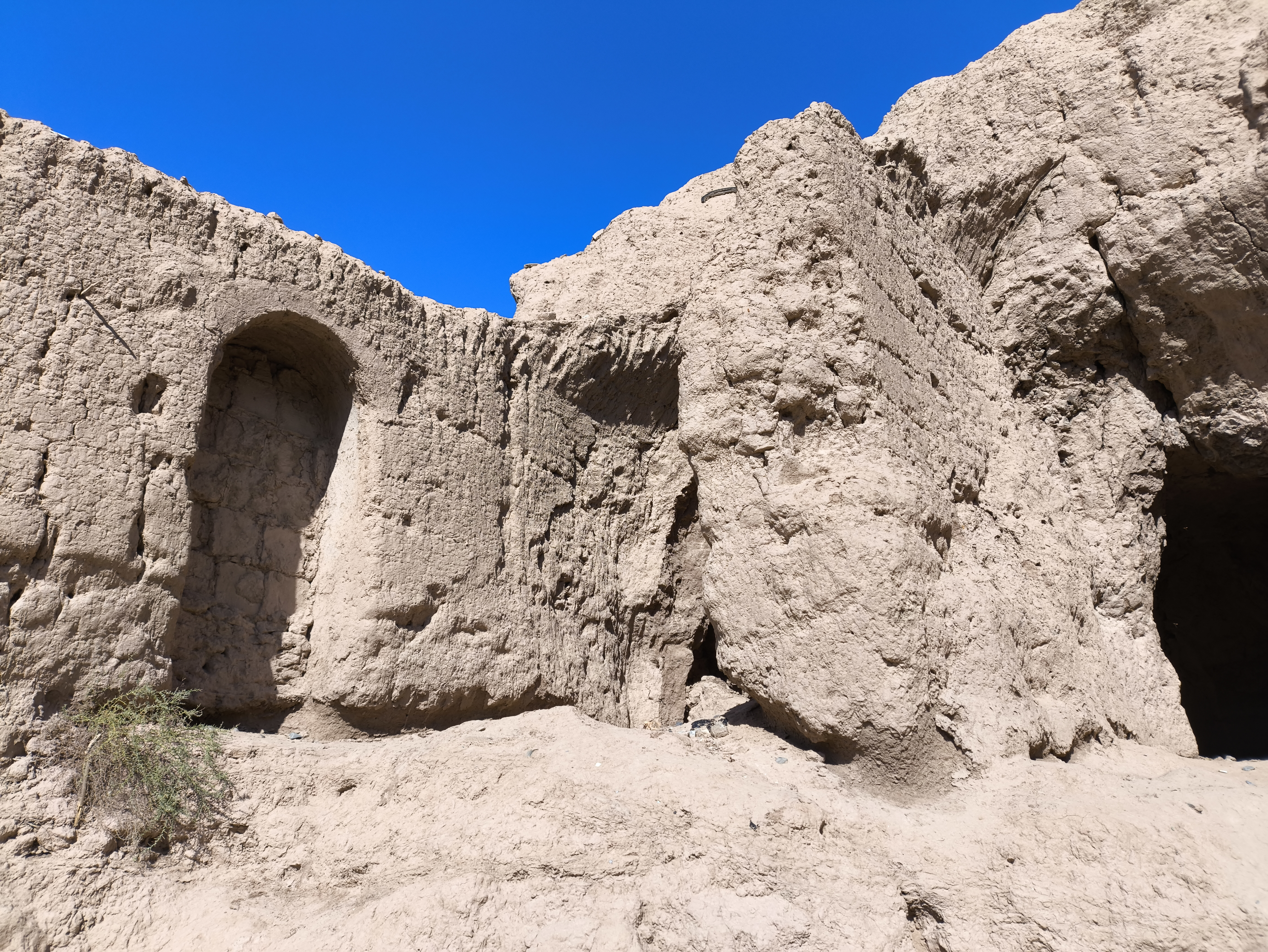
نمایی از قلعه بزنجرد